# Хобитът
Вижте пояснителната страница за други значения на Хобитът.
Хобит: Билбо Бегинс или до там и обратно (на английски: The Hobbit, or There and Back Again) е фентъзи роман, написан от английския писател Дж. Р. Р. Толкин, публикуван през 1937 г., с широко одобрение на критиката, номиниран за медала Карнеги и удостоен с награда от Ню Йорк Хералд Трибюн. Книгата е призната за класика в своя жанр и е една от най-продаваните книги за всички времена с над 100 милиона продадени екземпляра.
Действието в Хобит се развива в Средната земя и следва Билбо Бегинс, хобитът от заглавието, който се присъединява към магьосника Гандалф и тринадесет джуджета, които съставляват компанията на Торин Дъбощит, в мисия да си върнат дома и съкровището от дракон Смог. Пътуването на Билбо го отвежда от спокойната провинциална среда в по-зловеща територия.
Историята е разказана под формата на епизодично търсене и повечето глави представят конкретно създание или вид създание от географията на Толкин. Билбо придобива ново ниво на зрялост, компетентност и мъдрост, приемайки лошите, романтичните и авантюристични страни на природата си и прилагайки своя ум и здрав разум. Историята достига своята кулминация в Битката на петте армии, където много от героите и създанията от по-ранни глави се появяват отново, за да се включат в конфликта.
Личното израстване и формите на героизъм са централни теми в историята, заедно с мотивите за войната. Тези теми карат критиците да разглеждат собствения опит на Толкин по време на Първата световна война като инструмент за оформянето на историята. Научните познания на автора по немска филология и интересът към митологията и приказките често се отбелязват като влияние.
Издателят е насърчен от критичния и финансов успех на книгата и затова иска продължение. С напредването на работата на Толкин върху продължението на Хобит, Властелинът на пръстените, той прави ретроспекции, свързани с Хобит. Тези няколко, но значителни промени са допълнени във второто издание. Последват по-нататъшни издания с незначителни поправки, включително тези, отразяващи променящата се концепция на Толкин за света, в който Билбо се натъква.
Творбата никога не е спирала да се издава. Неговото продължаващо наследство обхваща много адаптации за сцена, екран, радио, настолни игри и видеоигри. Няколко от тези адаптации са получили критично признание.

## Сюжет
Гандалф подмамва Билбо Бегинс да организира почерпка за Торин Дъбощит и неговата банда от дванадесет джуджета (Дуалин, Балин, Кили, Фили, Дори, Нори, Ори, Оин, Глоин, Бифур, Бофур и Бомбур), които разглеждат планове да си върнат своя древен дом, Самотната планина и нейното огромно съкровище от дракона Смог. Гандалф разкрива картата на Трор, показваща тайна врата към Планината, и предлага смаяният Билбо да служи като „крадец“ на експедицията. Джуджетата се присмиват на идеята, но Билбо, възмутен, се присъединява въпреки себе си.
Групата пътува в дивата природа. Гандалф спасява компанията от гоблини и ги води до Ломидол, където Елронд разкрива още тайни от картата. Когато се опитват да прекосят Мъгливите планини, те биват хванати от гоблини и отведени дълбоко под земята. Въпреки че Гандалф ги спасява, Билбо се отделя от останалите, докато бягат от гоблините. Изгубен в тунелите на гоблините, той се натъква на мистериозен пръстен и след това среща Ам-гъл, който го въвличат в игра, като всеки от тях задава гатанка, докато един от тях не може да я отгатне. Ако Билбо победи, Ам-гъл ще му покаже изхода от тунелите, но ако не успее, животът му ще бъде загубен. С помощта на пръстена, който дава невидимост, Билбо избягва и се присъединява отново към джуджетата, подобрявайки репутацията си. Гоблините и вълците се впускат в преследване, но компанията е спасена от орли. Те събират сили в къщата на Беорн.
Компанията навлиза в Мраколес без Гандалф, който има други задачи. Там Билбо първо спасява джуджетата от гигантски паяци, а след това от подземията на горските елфи. Близо до Самотната планина, пътешествениците са посрещнати от човешките обитатели на езерния град, които се надяват джуджетата да изпълнят пророчествата за смъртта на Смог. Експедицията стига до планината, където откриват тайната врата. Джуджетата изпращат неохотно Билбо вътре, за да разузнае леговището на дракона. Той открадва голяма чаша и докато разговаря със Смог, забелязва пролука в бронята на древния дракон. Разяреният дракон, който разбира, че езерният град е помогнал на натрапниците, отлита, за да унищожи града. Дрозд чува доклада на Билбо за уязвимостта на Смог и казва на жителя на езерния град Бард. Смог сее хаос в града, докато Бард изстрелва стрела в процепа в бронята на Смог и го убива.
Когато джуджетата превземат планината, Билбо намира Аркенския камък, най-ценното наследство на семейството на Торин, и го скрива. Елфите и езерните хора искат компенсация за унищожаването на езерния град и уреждане на стари претенции върху съкровището. Когато Торин отказва да им даде каквото и да било, те обсаждат планината. Въпреки това, Торин успява да изпрати съобщение до роднините си в Железните хълмове и укрепва позицията си. Билбо се измъква и дава камъка на обсаждащите, надявайки се да предотврати зараждащата се война. Когато предлагат бижуто на Торин в замяна на съкровище, Билбо разкрива как са го получили. Торин, ядосан от това, което смята за предателство, прогонва Билбо и битката изглежда неизбежна, когато Дайн Железоноги, вторият братовчед на Торин, пристига с армия от воини джуджета.
Гандалф се появява отново, за да предупреди всички за приближаваща армия от гоблини и вълци. Джуджетата, хората и елфите се обединяват, но само с навременното пристигане на орлите и Беорн те печелят кулминационната битка на петте армии. Торин е смъртоносно ранен и се помирява с Билбо, преди да умре.
Билбо приема само малка част от своя дял от съкровището, без да иска или има нужда от повече, но все пак се връща у дома като много богат хобит приблизително година и месец след като за първи път си тръгва. Години по-късно той пише историята на своите приключения.

## Главни герои
| Име          | Раса   | Представяне |
| ------------ | ------ | --- |
| Билбо Бегинс | Хобит  | Роден през 2890 година от Третата епоха, Билбо е син на Бънго Бегинс и Беладона Тук. Той е главният герой на романа. |
|              |        | |
| Гандалф      | Маяр   | Наричан Олорин в Аман, той е изпратен в Средната земя през Третата епоха заедно с четирима други маяри, които образуват Ордена на Истарите, чиято цел е да се борят със Саурон и да защитава жителите на Средната земя от него. Елфът Кирдан, който е свидетел на пристигането му, му дава един от трите елфически пръстена, Наря. Той прави многобройни пътувания и се опитва да се срещне с всички народи на Средната земя, факт, който го води до Графството и до Билбо, като по този начин започва историята, разказана в Хобит. |
|              |        | |
| Торин        | Джудже | Син на Траин II и по-голям брат на Фрерин и Дис, роден през 2746 г. от Третата епоха. Той се бие заедно с народа си в битката при Азанулбизар, където печели прозвището „Дъбощит“, защото се бие и защитава себе си с дъбов клон. След поражението на джуджетата той придружава баща си до Сините планини и когато баща му умира в подземията на Дол Гулдур, той става новият крал. |
|              |        | |
| Бард         | Човек  | Той е предводителят, който, когато виджда приближаващия дракон, подготвя хората за битка. Когато Смог унищожава всичко, Бард изважда черната стрела, пробива бронята на дракона и го убива. След това се бие нагоре в планината, за да нахрани народа си. |
|              |        | |
| Смог         | Дракон | Един от крилатите дракони, които са живели в Сивите планини. Научавайки новините за богатствата на Еребор, той тръгва към кралството, унищожава Есгарот и прогонва джуджетата. Със скъпоценните камъни той бронира гърдите и корема си. |
|              |        | |

## Адаптации

### Кино
На 27 ноември 1977 г. е премиерата на първата филмова версия на Хобит по Ен Би Си. Анимационният филм е продуциран от Артър Ранкин младши и Джулс Бас и бюджетът му възлиза на около 3 милиона щатски долара, което го прави най-скъпият анимационен телевизионен филм в историята. Сценарият, написан от Ромео Мюлер, който е доста верен на романа. Освен това някои от песните на Толкин са адаптирани от Мори Лоус за филма. Въпреки че е доста успешен, някои елементи, особено анимацията, са критикувани, като котешкия външен вид на дракона Смог или външния вид на елфите. Звукозаписната компания Уолт Дисни Рекърдс публикува дългосвиреща плоча, базирана на пълния аудио дублаж на филма, който по-късно също ще бъде издаден от Буена Виста Рекърдс, постигайки добър успех в продажбите.
Новозеландският режисьор Питър Джаксън и съпругата му Фран Уолш изразяват интерес към заснемането на филмова адаптация на Хобит през 1995 г., предвидена да бъде първата част от трилогията, завършваща с два филма от Властелинът на пръстените. Но по това време правата върху Хобит все още принадлежат на компания Юнайтед Артистс; те успяват да заснемат само Властелинът на пръстените, правата за който са закупени от Ню Лайн Синема.
След успеха на трилогията на Джаксън, през септември 2006 г. компанията Метро-Голдуин-Майер, която купува Юнатед Артистс и по този начин става притежател на правата върху Хобит, изразява интерес да се обедини с Ню Лайн и Джаксън, за да направи продължение, явяващо се предистория. Въпреки това, Джаксън завежда дело срещу Ню Лайн поради загуба на приходи от продуктите на Задругата на пръстена, така че отношенията между режисьора и компанията са прекъснати. Накрая двете страни постигат споразумение през декември 2007 г. и след като изплаща дължимите пари на Джаксън, Ню Лайн го потвърждава за продуцент на Хобит.

## В България
| Година на издаване | Заглавие                                  | Преводач                        | Илюстрации       | Издателство    | Страници |
| ------------------ | ----------------------------------------- | ------------------------------- | ---------------- | -------------- | -------- |
| 1975 г.            | „Билбо Бегинс или дотам и обратно“        | Красимира Тодорова Асен Тодоров | Петър Чуклев     | Народна младеж | 280      |
| 1979 г.            | „Билбо Бегинс или дотам и обратно“        | Красимира Тодорова Асен Тодоров | Петър Чуклев     | Народна младеж | 318      |
| 1999 г.            | „Хобит: Билбо Бегинс или дотам и обратно“ | Красимира Тодорова              | Дж. Р. Р. Толкин | ИК „Бард“      | 400      |
| 2008 г.            | „Хобит: Билбо Бегинс или дотам и обратно“ | Красимира Тодорова              | Алън Лий         | ИК „Бард“      | 304      |